# Bled község
Bled község (szlovén nyelven Občina Bled) Szlovénia 212 alapfokú közigazgatási egységének, azaz községének egyike a Gorenjska statisztikai régióban, a történelmi Felxő-Krajna része. Adminisztratív központja Bled város. A város a turisztikailag jelentős Bledi-tó partján fekszik.
Bled község 1994 októberében jött létre. Gorje község 2006. júniusi megalakulásával jelentősen csökkent a mérete, mivel korábbi területének csak 38%-a maradt meg.

## A községhez tartozó települések

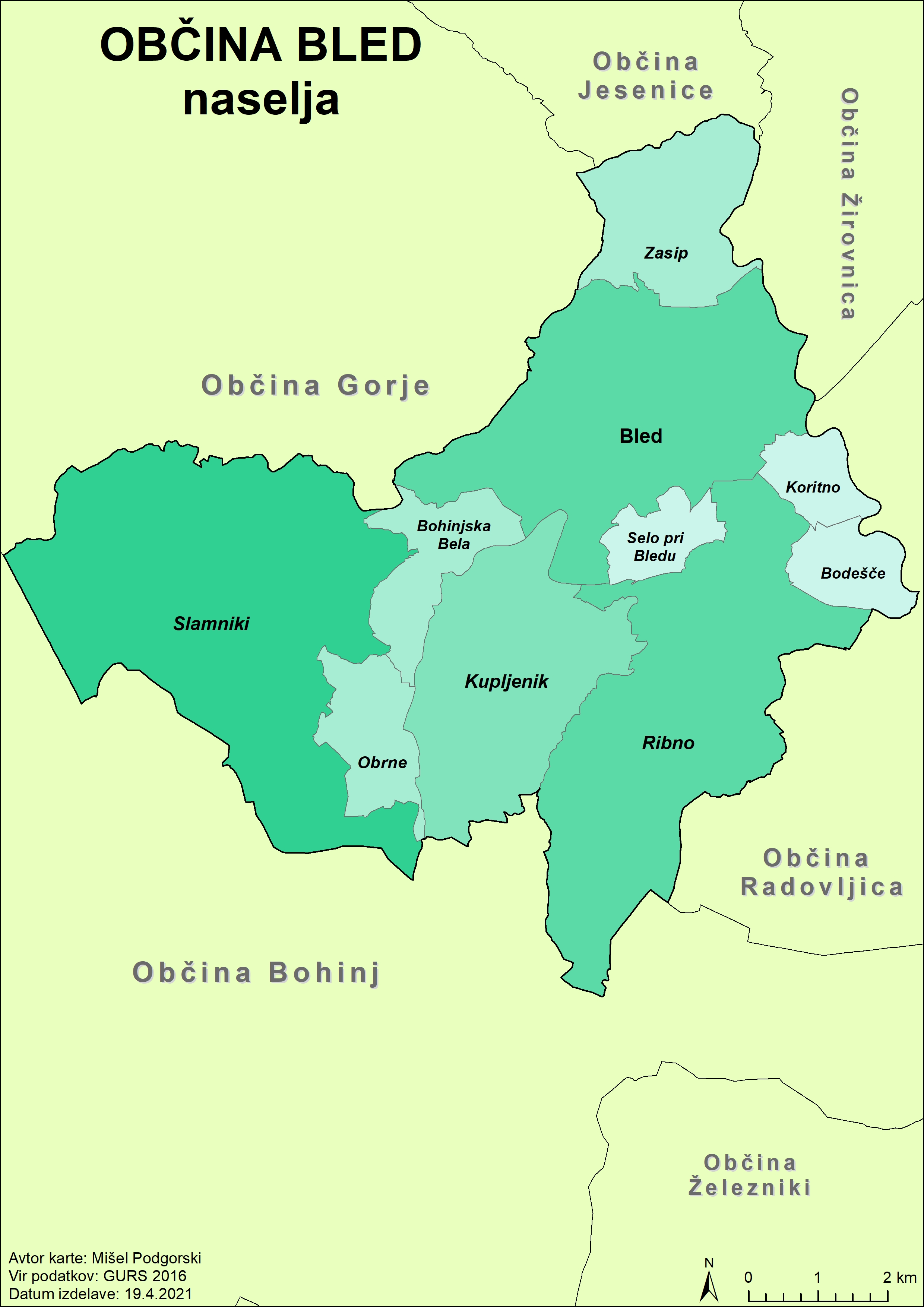
A községhez tartozó falvak

A községhez Bled székhelyen kívül a következő települések tartoznak:
- Bodešče
- Bohinjska Bela
- Koritno
- Kupljenik
- Obrne
- Ribno
- Selo pri Bledu
- Slamniki
- Zasip

## Népesség
| Lakosok száma | 8118 | 8129 | 8141 | 8191 | 8145 | 8088 | 7914 | 7835 | 7868 | 8217 |
|               | 2008 | 2009 | 2011 | 2012 | 2014 | 2015 | 2017 | 2018 | 2020 | 2023 |